# Citlivostní analýza
Citlivostní analýza se dá chápat jako pasivní přístup ke stochastickému programování. Jedná se o metodu provádění výpočtů, která zkoumá vliv změny vstupních proměnných výpočtu na jeho výstupy (výsledky). Účelem citlivostní analýzy je tedy určit citlivost výstupů na jednotlivé nebo kombinované vstupy a zjistit jak tyto vstupy ovlivňují celkový výsledek. K provedení citlivostní analýzy je zapotřebí mít k dispozici model výpočtu, citlivostní analýza tak bývá posledním krokem výpočetních operací.

## Typy
Citlivostní analýzy lze dělit z několika hledisek – podle rozsahu, zaměření a komplexnosti. Z hlediska rozsahu lze rozlišit dílčí a celkové citlivostní analýzy. U dílčích citlivostních analýz je testován vliv pouze několika vybraných vstupů, zatímco u celkových se jedná o všechny vstupní parametry výpočtu. Citlivostní analýza může být zaměřena na kritéria nebo rozhodnutí. V případě zaměření na kritéria je podstatou analýzy stanovení vlivu jednotlivých parametrů a následně určení pořadí jejich důležitosti vůči výstupu. Zaměření na rozhodnutí znamená snahu o nalezení hraničních hodnot vstupů, při kterých dochází k relevantní změně výsledků – např. kdy dochází ke změně pořadí jednotlivých variant řešení. Z pohledu komplexnosti se rozlišují jednorozměrné a vícerozměrné analýzy. Jednorozměrná citlivostní analýza mění vždy hodnoty pouze jednoho vstupu a ostatní parametry modelu zůstávají konstantní. Tímto způsobem lze jednoznačně bez zkreslení stanovit vliv testované vstupní veličiny na výsledek. Nevýhodou je fakt, že v reálných aplikacích se pouze jeden vstup najednou mění jen velmi zřídka a takto testovaný scénář změn je tudíž čistě teoretický. Tento nedostatek odstraňují vícerozměrné citlivostní analýzy, které mění současně hodnoty více vstupních veličin a hodnotí tak jejich kombinovaný vliv na výstup výpočtu. Nevýhodou tohoto typu testování může být jeho náročnost a složitost.

## Metody
Mezi hlavní používané metody patří prostá obměna hodnot vstupní proměnné, mřížková metoda, scénáře a simulace. Jednoduché postupné změny hodnoty vstupu se využívají především v jednorozměrných analýzách. Mřížková metoda se snaží otestovat typické a relevantní kombinace vstupů, jedná se tedy o poměrně snadný způsob vícerozměrné analýzy. Tvorba scénářů se využívá jak pro jednorozměrné tak vícerozměrné analýzy. Typicky se stanovuje pesimistický, realistický a optimistický scénář vstupních hodnot. Poslední hojně používanou skupinou metod provedení jsou matematické simulace. Na začátku situace je testovaným vstupům přiřazeno definované pravděpodobnostní rozdělení, podle jehož charakteristiky se následně ve zvoleném počtu cyklů mění hodnoty. Jedná se o pokročilé, velmi přesné metody, které jsou však náročné na definici vstupů i výpočetní schopnosti. Zpravidla se simulace provádějí pouze s využitím výpočetní techniky, což může být chápáno jako nevýhoda těchto metod. Nejpoužívanější typ simulace je tzv. metoda Monte Carlo. Kromě zmíněných metod existuje ještě řada dalších jako například provádění citlivostní analýzy grafickými metodami, jejich využití v praxi je ovšem minimální. Alternativou k citlivostní analýze jako takové jsou metody aktivního přístupu ke stochastickému programování (například převod stochastických úloh na deterministicky ekvivalentní).

## Využití
Obecně lze citlivostní analýzu provést pro každý model výpočtu bez ohledu na jeho aplikaci. Standardně se citlivost na vstupní hodnoty zjišťuje zejména v investičním rozhodování, optimalizaci a projektování.